# Пер Ґюнт (телефільм)
«Пер Ґюнт» (нім. Peer Gynt) — телевізійний фільм німецького режисера Уве Янсона, який було знято 2006 року за однойменною п'єсою Генріка Ібсена. У фільмі використана класична музика Едварда Гріга.

## Сюжет
Події відбувається в наші часи. Сільський нероба Пер Ґюнт проводить дні в жорстоких забавах, тільки його мати Озе з ненавистю ставиться до проказ сина. Він, наприклад, викрадає з весілля чужу наречену — Інгрид, а після інтимного зв'язку кидає її. Пер стає знедоленим у своєму середовищі й зобов'язаний втікати, а прекрасна дівчина Сольвейг чекає його.
Стрибнувши до річки, Пер опиняється на палубі старої баржі. Там він знайомиться з жінкою в зеленому, яка є дочкою капітана судна. Виявляється, що всі члени команди — тролі, світ яких сильно відрізняється від світу людей. Спершу юнаку тут сподобалося, але тролі вирішують знищити все людське, що залишилося в Пері. Він вимушений бігти, і потрапляє до трюму, де чує голос у пітьмі. Тим не менш, Ґюнт обходить усі перешкоди і на березі зустрічає Сольвейг. Однак до нього приходить жінка в зеленому з сином-демоном, народженим від Пера.
Юнак зустрічає прекрасну дівчину Анітру, однак із нею в нього роман теж не складається. Пер повертається додому і застає матір при смерті. Перед смертю він знову розповідає Озе байки. Потім Пер знову зустрічає капітана-троля, у якого справи йдуть не так добре, як раніше. Герой прохає в нього допомоги, проте троль відмовляє. Але в цей момент Пер зустрічає Сольвейг, яка чекала його всі ці роки у своїй хатинці.

## У ролях
| Актор              | Роль              |
| ------------------ | ----------------- |
| Роберт Штадлобер   | Пер Ґюнт          |
| Сюзанна-Марі Враге | Озе               |
| Кароліна Герфурт   | Сольвейг          |
| Катрін Ангерер     | жінка в зеленому  |
| Макс Хопп          | Капітан           |
| Ульріх Мюе         | виробник ґудзиків |
| Генні Рінтс        | Інгрід            |
| Патрік Гюльденберг | Мадс              |
| Бернхаррд Піск     | Аслак             |
| Пега Ферідоні      | Анітра            |

## Нагороди
- 2007 Baden-Baden TV Film Festival — спеціальний приз
- 2007 Undine Awards
  - приз глядачів
  - приз за найкращу роль